# Stelle principali della costellazione di Cassiopea
Segue un prospetto delle stelle principali della costellazione di Cassiopea, elencate per magnitudine decrescente.

## Stelle doppie
| Nome   | A.R.      | Dec      | Separazione   | Mg.        |
| ------ | --------- | -------- | ------------- | ---------- |
| Lambda | 00h 31.8m | +54° 31' | 0,5 sec.      | 5,3 – 5,6  |
| Eta    | 00h 49.1m | +57° 49' | AB 11 sec.    | 3,4 – 7,5  |
| /      | /         | /        | AC 158,9 sec. | 3,4 – 11,3 |
| /      | /         | /        | AD 159,6 sec. | 3,4 – 11,5 |
| /      | /         | /        | AE 190,6 sec  | 3,4 – 8,9  |
| /      | /         | /        | AF 281,7 sec. | 3,4 – /    |
| /      | /         | /        | AG 339,2 sec. | 3,4 – 8,8  |
| Iota   | 02h 29.1' | +67° 24' | AB 2,2 sec.   | 4,6 – 6,9  |
| /      | /         | /        | AC 7,2 sec.   | 4,6 – 8,4  |
| Sigma  | 23h 59m   | +55° 45' | AB 3,0 sec.   | 5 – 7,1    |
| /      | /         | /        | AC 109,9 sec. | 5 – /      |